# Stanislav Přibyl
Stanislav Přibyl (Praga, 16 novembre 1971) è un vescovo cattolico ceco, vescovo della diocesi di Litoměřice dal 2024.

## Biografia
Nato a Praga, è stato ordinato sacerdote il 22 giugno 1996 nella Congregazione del Santissimo Redentore. Dopo l'ordinazione ha lavorato pastoralmente nel santuario di Svatá Hora e, nel 1999, è stato nominato parroco della locale parrocchia. Dal 2009 al 2016 ha guidato la provincia redentorista, continuando a servire come vicario generale della diocesi di Litoměřice. Nel 2016 è stato nominato segretario generale della Conferenza Episcopale Ceca.
Il 23 dicembre 2023 papa Francesco lo ha nominato vescovo della diocesi di Litoměřice. Il 2 marzo 2024 ha ricevuto l'ordinazione episcopale nella cattedrale di San Stefano a Litoměřice per le mani di Jan Graubner, arcivescovo metropolita di Praga, co-consacranti il vescovo di Eichstätt Gregor Maria Hanke e il vescovo emerito di Litoměřice Jan Baxant.
Dal 29 aprile 2025 è vicepresidente della Conferenza episcopale ceca.

## Genealogia episcopale e successione apostolica
La genealogia episcopale è:
- Cardinale Scipione Rebiba
- Cardinale Giulio Antonio Santori
- Cardinale Girolamo Bernerio, O.P.
- Arcivescovo Galeazzo Sanvitale
- Cardinale Ludovico Ludovisi
- Cardinale Luigi Caetani
- Cardinale Ulderico Carpegna
- Cardinale Paluzzo Paluzzi Altieri degli Albertoni
- Papa Benedetto XIII
- Papa Benedetto XIV
- Papa Clemente XIII
- Cardinale Marcantonio Colonna
- Cardinale Giacinto Sigismondo Gerdil, B.
- Cardinale Giulio Maria della Somaglia
- Cardinale Carlo Odescalchi, S.I.
- Cardinale Costantino Patrizi Naro
- Cardinale Lucido Maria Parocchi
- Papa Pio X
- Papa Benedetto XV
- Papa Pio XII
- Arcivescovo Saverio Ritter
- Cardinale Josef Beran
- Arcivescovo Josef Karel Matocha
- Cardinale František Tomášek
- Vescovo Antonín Liška, C.SS.R.
- Arcivescovo František Vaňák
- Arcivescovo Jan Graubner
- Vescovo Stanislav Přibyl, C.SS.R.